# Bärbel Podeswa
Bärbel Podeswa z domu Weidlich (ur. 8 grudnia 1946 w Naumburgu) – niemiecka lekkoatletka, płotkarka i sprinterka, mistrzyni Europy z 1969. W czasie swojej kariery reprezentowała Niemiecką Republikę Demokratyczną.
Zdobyła srebrny medal w biegu na 50 metrów przez płotki na europejskich igrzyskach halowych w 1968 w Madrycie za swą rodaczką Karin Balzer.
Na mistrzostwach Europy w 1969 w Atenach wywalczyła srebrny medal w biegu na 100 metrów przez płotki (ponownie za Karin Balzer) oraz złoty w sztafecie 4 × 100 metrów (która biegła w składzie: Regina Höfer, Renate Meißner, Podeswa i Petra Vogt). Zdobyła srebrny medal w biegu na 100 metrów przez płotki na letniej uniwersjadzie w 1970 w Turynie, za Teresą Sukniewicz.
Była wicemistrzynią NRD w biegu na 80 metrów przez płotki i w sztafecie 4 × 100 metrów w 1968 oraz w biegu na 100 metrów przez płotki w 1969, a także brązową medalistką na 80 metrów przez płotki w 1967, na 100 metrów przez płotki w 1967, 1970 i 1972 oraz w sztafecie 4 × 200 metrów w 1968. Była również halową wicemistrzynią NRD w biegu na 55 metrów przez płotki w 1966 i w sztafecie 4 × 1 okrążenie w 1966 oraz brązową medalistką na 55 metrów przez płotki w 1966.
Podeswa czterokrotnie ustanawiała rekord NRD w sztafecie 4 × 100 metrów, wszystkie we wrześniu 1969, do wyniku 43,6 s (20 września 1969 w Berlinie).